# Джовани Сегантини
Вижте пояснителната страница за други личности с името Джовани.
Джовани Сегантини (на италиански: Giovanni Segantini) (1858 – 1899), е италиански художник, един от лидерите на символизма в живописта.

## Биография и творчество
Роден е в Арко (Arco) по това време в Тирол на 15 януари 1858 г. От 1863 живее в Милано. През 1877 г. учи в Художествената академия, но скоро напуска. В известен смисъл е самоук. Той е повлиян от Жан-Франсоа Миле (Жан-F. Mille).
Живее и работи в алпийските планински села на (Brianza, 1882 – 1886; Savognin, 1887 – 1894; Maloja, 1895 – 1899).
Черпи опит и вдъхновение от живота на селяни и пастири. Работи с динамични мазки върху платното и създава собствен метод на живописване. С наситените мазки и богатата цветова гама въздействието на картините му е на границата между реалност и видение.
Ярките и наситени детайли в пейзажите му са преплетени с характерното за символистите влечение към окултни теми. („Съдбата на бедните майки“, 1894 г. – Музей на историята на изкуството, Виена; „Ангел на живота“, 1894 г. – Националната галерия на съвременното изкуство, Рим. „Любовта е източник на живот“, през 1896 г. – Галерията за модерно изкуство, Милано). Той е и музикант, композитор-любител, увлича се от образни асоциации между живопис и музика, (в посветената на Г. Доницети картина „Музикална алегория“ 1896 г.). Сегантини пише редица социално-утопични статии за изкуството на бъдещето, защитава художественото творчество в отговор на есе на Л.Н. Толстой „Какво е изкуството?“ (1890 г.)
Сегантини оставя незавършен „Алпийски триптих“, 1896 – 1899 и редица изразителни портрети – „Автопортрет, 1883 – 1884. Изолиран в швейцарското село Малоя (Maloja) в Енгадин, постоянно рисува етюди на открито.
Умира на 28 септември 1899 г. в Шафберг (Schafberg) близо до Понтрезина (Pontresina) Швейцария. Погребан е в Малоя. Надгробният камък носи надпис: „Arte et Amore vincono“ („Изкуството и любовта побеждават времето“).

## Памет
През 1909 г. в Санкт Мориц, Швейцария, е открит музей на художника. Неговите писма и статии са публикувани през 1910 г. в отделна книга.

## Галерия
- Гайдари в Брианца
- Вечер
- Пладне в Алпите
- Тъкане
- Ангелът на живота
- Наказанието на похотта
- Стригането на овцете
- Разораването